# Tjekkoslovakiet ved vinter-OL 1952
Tjekkoslovakiet deltog ved Vinter-OL 1952 i Oslo med 22 sportsudøvere, alle mænd, som konkurrerede i tre sportsgrene, ishockey, langrend og nordisk kombination. Tjekkoslovakiet vandt ingen medaljer, og deltagernes bedste placering var en fjerdeplads i ishockey.

## Medaljer
| 1952 Oslo       | Guld | Sølv | Bronze | Total |
| Tjekkoslovakiet | 0    | 0    | 0      | 0     |